# Armand Lherbette
Armand Jacques Lherbette est un homme politique français né le 16 septembre 1791 à Paris et mort le 28 mai 1864 à Paris.

## Biographie
Avocat, il est procureur du roi à Bernay en 1830 mais démissionne rapidement, devenant un opposant à la monarchie de Juillet. Il est député de l'Aisne de 1831 à 1851, siégeant dans l'opposition de gauche sous la monarchie de Juillet, puis à droite sous la Deuxième République.

## Sources
- « Armand Lherbette », dans Adolphe Robert et Gaston Cougny, Dictionnaire des parlementaires français, Edgar Bourloton, 1889-1891 [détail de l’édition]